# Szczepanów (województwo lubuskie)
Szczepanów – wieś w Polsce położona w województwie lubuskim, w powiecie żagańskim, w gminie Iłowa nad Lubatką w Puszczy Żagańskiej (Bory Dolnośląskie). 
Wieś typu ulicowo-placowego o średniowiecznym rodowodzie. Należała do dóbr kamery książęcej w Żaganiu. Posiada zachowane stare rozplanowanie oraz skupioną zabudowę z XIX-XX wieku, a ponadto młyn, folwark (początek XX wieku) i park z XVIII-XIX wieku.
W latach 1975–1998 miejscowość położona była w województwie zielonogórskim.
Zobacz też: Szczepanów, Szczepanowo